# Fanatic
Fanatic è il quindicesimo album in studio del gruppo rock statunitense Heart, pubblicato il 2 ottobre 2012 da Legacy Recordings.

## Tracce
1. Fanatic – 3:44
2. Dear Old America – 4:01
3. Walkin' Good – 3:46
4. Skin and Bones – 3:42
5. A Million Miles – 5:05
6. Pennsylvania – 3:10
7. Mashallah – 4:07
8. Rock Deep (Vancouver) – 4:20
9. 59 Crunch – 3:21
10. Corduroy Road – 4:25

## Formazione
- Ann Wilson – voce, cori, flauto
- Nancy Wilson – chitarra acustica e elettrica, mandolino, voce, cori
- Ben Mink – chitarra acustica e elettrica, mandolino, banjo, violino, viola, tastiera, programmazioni, arrangiamento archi
- Ric Markmann – basso
- Ben Smith – batteria, percussioni

## Altri musicisti
- Sarah McLachlan – voce e cori in Walkin' Good